# La sesta estinzione: una storia innaturale
La sesta estinzione: una storia innaturale (The Sixth Extinction: An Unnatural History) è un saggio del 2014 della giornalista scientifica statunitense Elizabeth Kolbert.
Grazie a questo saggio, l'autrice ha ricevuto il Premio Pulitzer per la saggistica nel 2015.

## Contenuto

### Capitolo 1: La Sesta Estinzione,Atelopus zeteki

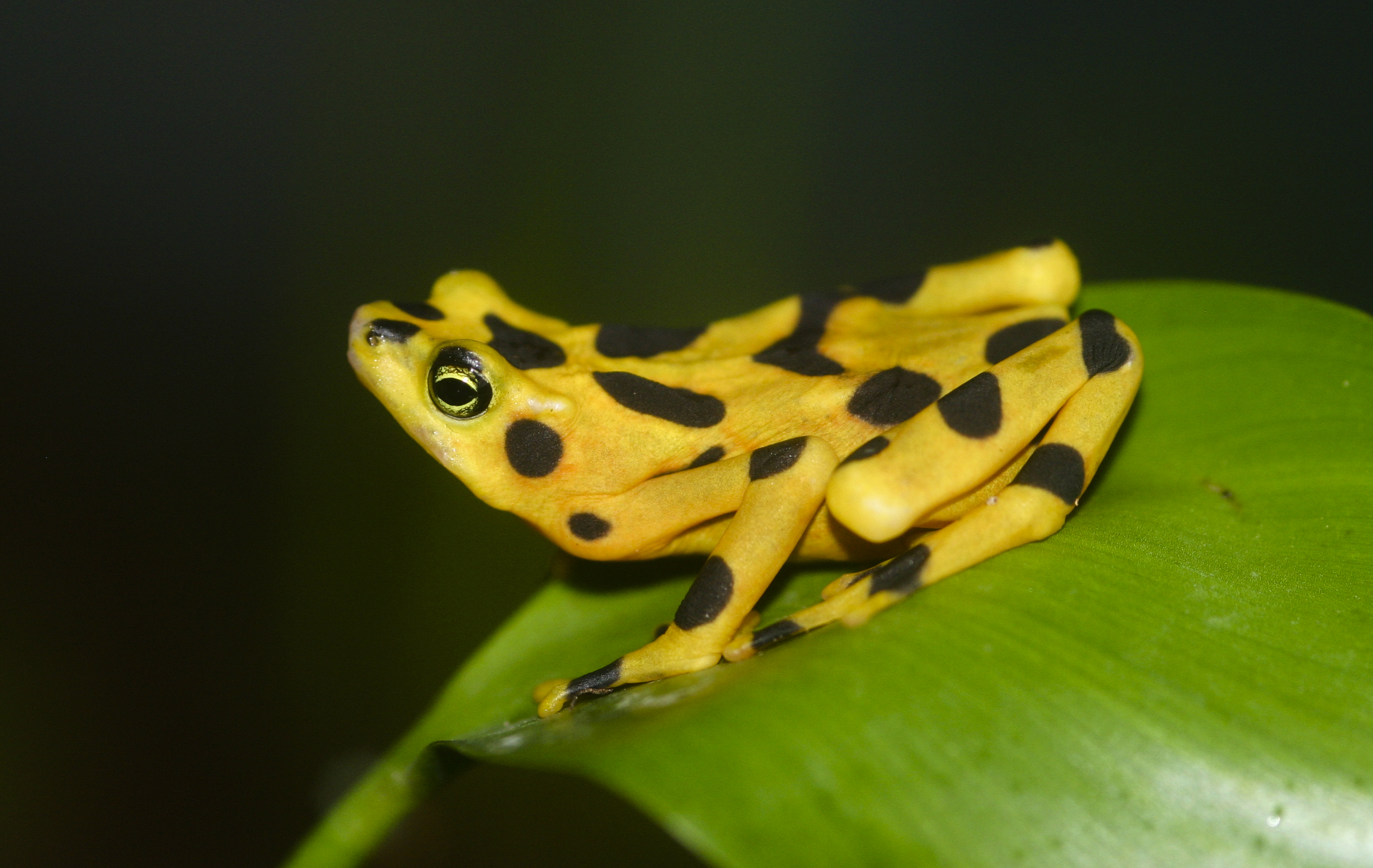
Rana dorata di Panama (Atelopus zeteki)

Gli anfibi sono i primi vertebrati comparsi sulla Terra, molto tempo prima dei mammiferi o degli uccelli. Gli antenati delle rane emersero fuori dall'acqua tra il Devoniano e il Carbonifero, circa 400 milioni di anni fa. Le rane, apparse circa 250 milioni di anni fa, furono i primi rappresentanti di quelli che sarebbero diventati i moderni ordini di anfibi. Ancora alla fine del XX secolo gli esemplari delle cosiddette «rane dorate panamensi» (Atelopus zeteki), erano numerosi e facili da trovare in giro per Panama. Nei primissimi anni del XXI secolo è iniziata la rapida scomparsa di queste rane. Studi portati avanti da ricercatori del National Zoological Park di Washington e dell'Università del Maine hanno permesso di identificare il responsabile dell'aumentata della mortalità delle rane panamensi nel Batrachochytrium dendrobatidis (Bd), un fungo della classe Chitridiomiceti, il quale porta rapidamente a morte le rane dorate interferendo con la capacità di assumere elettroliti attraverso la pelle, l'epidemia si è estesa in tutto il mondo decretando, in breve, l'estinzione di numerose specie di anfibi. Tuttavia questa classe di funghi era assente da Panama. Ci si è posti quindi il problema di come sia pervenuto a Panama, come peraltro è avvenuto di recente anche in altre parti del mondo molto distanti fra di loro. Sono state fatte diverse ipotesi (diffusione attraverso rane artigliate africane utilizzate nei test di gravidanza, o attraverso le rane toro nordamericane esportate per il consumo alimentare) che prevedono tutte l'intervento determinante degli esseri umani. Elizabeth Kolbert presenta la relazione rana panamense-fungo come paradigmatica delle conseguenze derivanti dall'introduzione da parte degli esseri umani di specie aliene invasive, laddove le specie autoctone avrebbero normalmente la giusta distribuzione di alleli per sopravvivere nel loro ambiente.

### Capitolo 2: I molari del mastodonte,Mammut americanum

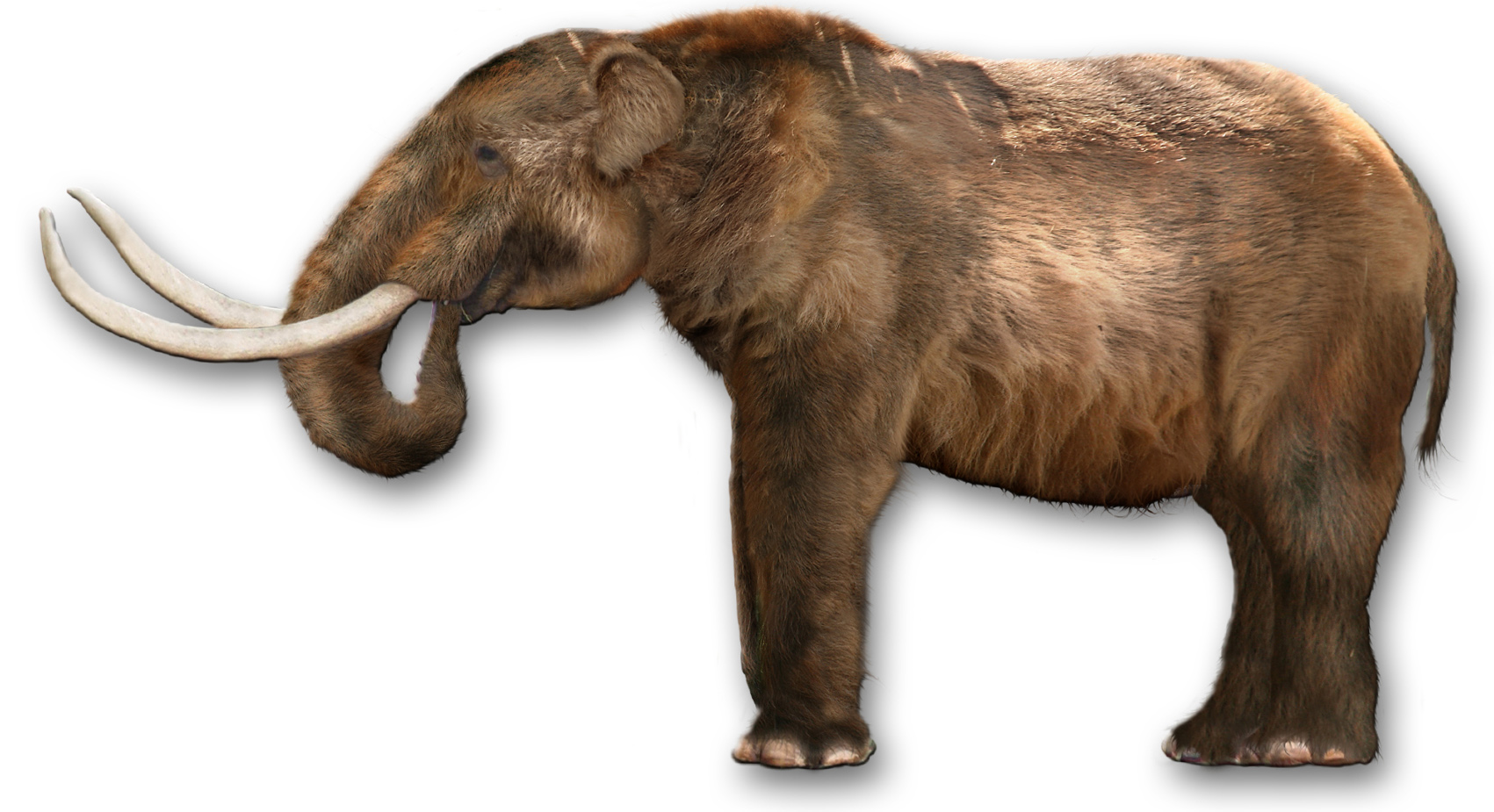
Ricostruzione di un Mammut americanum

La scoperta nel XVIII secolo di fossili del mastodonte, vissuto principalmente nella parte orientale del Nordamerica (da cui il nome di Mammut americanum), consentì allo zoologo francese Cuvier di ipotizzare, già al principio del XIX secolo, l'estinzione delle specie e di formulare la teoria delle catastrofi naturali. Secondo Cuvier, nulla spiegava l'estinzione di questo mastodonte: le grandi dimensioni corporee lo mettevano al riparo dalla predazione, la robustezza dei denti gli permetteva di consumare una dieta abrasiva. Cuvier concluse che dovevano esserci stati disastri naturali improvvisi e violenti che avevano causato massicce estinzioni di specie vitali. L'estinzione del mastodonte appare a Kolbert emblematica. Il Mammut americanum scomparve circa 13 mila anni e la sua fine rientra in quella che è nota come l'estinzione della megafauna, una catena di estinzioni coincidente con la diffusione dell'essere umano moderno. L'argomento sarà ripreso dalla Kolbert anche nell'undicesimo capitolo («Il rinoceronte e l'ecografia»).

### Capitolo 3: Il pinguino originale,Pinguinus impennis

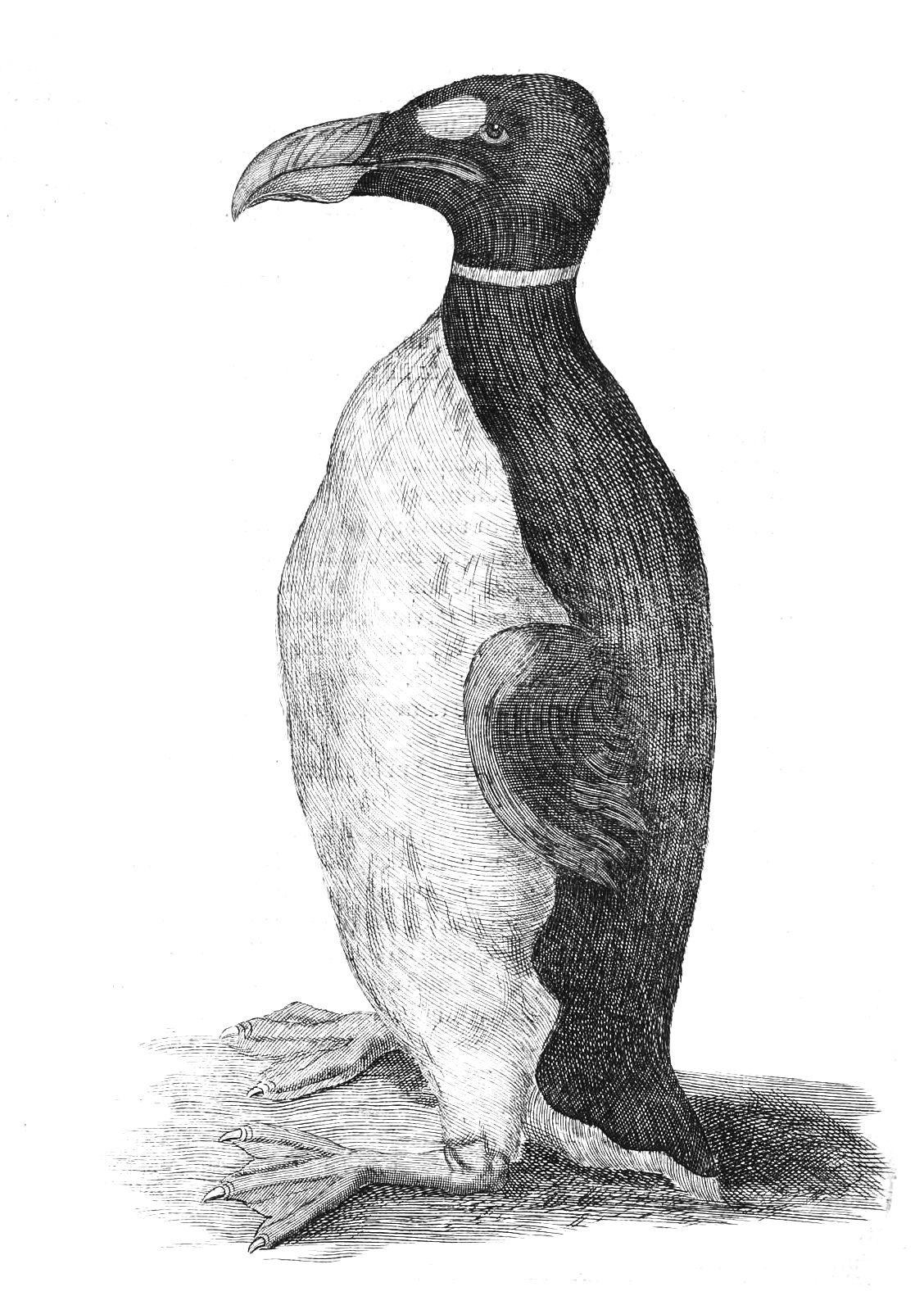
L'unica raffigurazione nota di un'alca impenne in vita (esemplare ricevuto dal naturalista Ole Worm nel 1655)

L'autrice esamina dapprima ipotesi sull'estinzione delle specie, formulate nel XIX secolo, differenti da quelle di Cuvier. Secondo il geologo Charles Lyell — fautore dell'Uniformitarismo, il principio secondo il quale i processi naturali che hanno operato nei tempi passati sono gli stessi che possono essere osservati nel tempo presente — tutti i tipi di organismo erano esistiti in tutte le epoche, gli organismi apparentemente scomparsi in passato avrebbero potuto, sotto determinate circostanze, saltar fuori di nuovo. Per Darwin la comparsa di forme nuove e la scomparsa di quelle vecchie procedono di pari passo, guidate entrambe dalla "lotta per l'esistenza" che premiava i più adatti ed eliminava quelli che lo erano meno, sia pure con lentezza impercettibile. Queste supposizioni saranno però contraddette dall'improvvisa scomparsa di alcune specie, riscontrabile già ai tempi di Lyell e Darwin, come la scomparsa dell'alca impenne.
L'alca impenne (Pinguinus impennis) era un grande uccello incapace di volare che viveva nell'emisfero settentrionale. Quando i primi coloni arrivarono in Islanda, la popolazione delle alche probabilmente era quantificabile in milioni di esemplari. I coloni si resero conto che le alche erano animali facilmente catturabili e saporiti, il cui grasso era utilizzabile come combustibile e le piume utili per imbottire i materassi. Nonostante alcuni tentativi di proteggere la specie, le ultime alche furono uccise nel 1844 da collezionisti. Per Kolbert la fine dell'alca impenne è un esempio paradigmatico di come l'eccessivo sfruttamento delle risorse da parte degli esseri umani sia un importante meccanismo di estinzione.

### Capitolo 4: La fortuna delle ammoniti,Discoscaphites jerseryensis

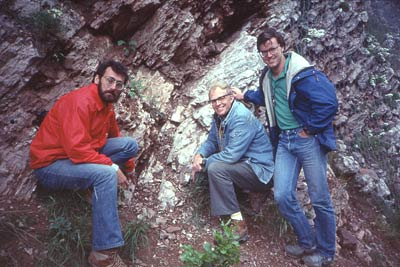
Walter Álvarez (al centro) presso il limite K-T a iridio nella Gola del Bottaccione

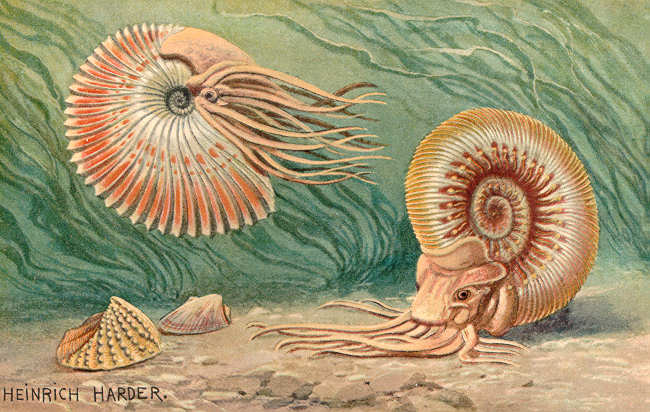
Ammoniti

Negli anni settanta Walter Álvarez studiava nella Gola del Bottaccione un tipo di calcare rossastro, noto come "scaglia rossa", in collaborazione con Isabella Premoli Silva, esperta in foraminiferi, protozoi molto diffusi e utilissimi come indici fossili. Premoli Silva indicò ad Álvarez una insolita sequenza: il calcare biancastro risalente all'ultimo periodo del Cretaceo conteneva numerosi foraminiferi di dimensioni relativamente grandi; lo strato di scaglia rossa, più recente, conteneva foraminiferi molto piccoli e diversi da quelli dello strato sottostante; in mezzo uno strato di argilla, alto poco più di un centimetro, completamente privo di foraminiferi. In base all'altissimo livello di iridio (un elemento raro sulla Terra ma molto comune nelle meteoriti) nello strato argilloso, Walter e suo padre Luis Álvarez ipotizzarono nel 1980 che l'Estinzione di massa del Cretaceo-Paleocene, verificatasi circa 65 milioni di anni, fosse stata provocata dall'impatto con un meteorite.. L'ipotesi suscitò dapprima reazioni negative fra i paleontologi, ma in seguito si accumularono numerose prove a sostegno, come minuscoli frammenti di roccia, detti "quarzo da shock", in prossimità dei crateri di impatto e soprattutto i segni dell'impatto nel Cratere di Chicxulub. È impossibile stimare. anche parzialmente, le specie che si estinsero in corrispondenza del limite K-T. In momenti di stress estremo, caratteristiche che per molti milioni di anni avevano rappresentato un vantaggio divengono di colpo letali, e a distanza di altrettanti milioni di anni può essere difficile individuare quali fossero queste caratteristiche. Per esempio, una classe di animali che si è estinta in seguito all'impatto dell'asteroide è quella dei molluschi cefalopodi ammoniti. Non è chiaro quale sia stato il meccanismo dell'annientamento delle ammoniti (se, cioè, il calore, il buio, o le modifiche chimiche delle acque) né perché alcuni degli altri cefalopodi siano sopravvissuti.

### Capitolo 5: Benvenuti nell'Antropocene,Dicranograptus ziczac

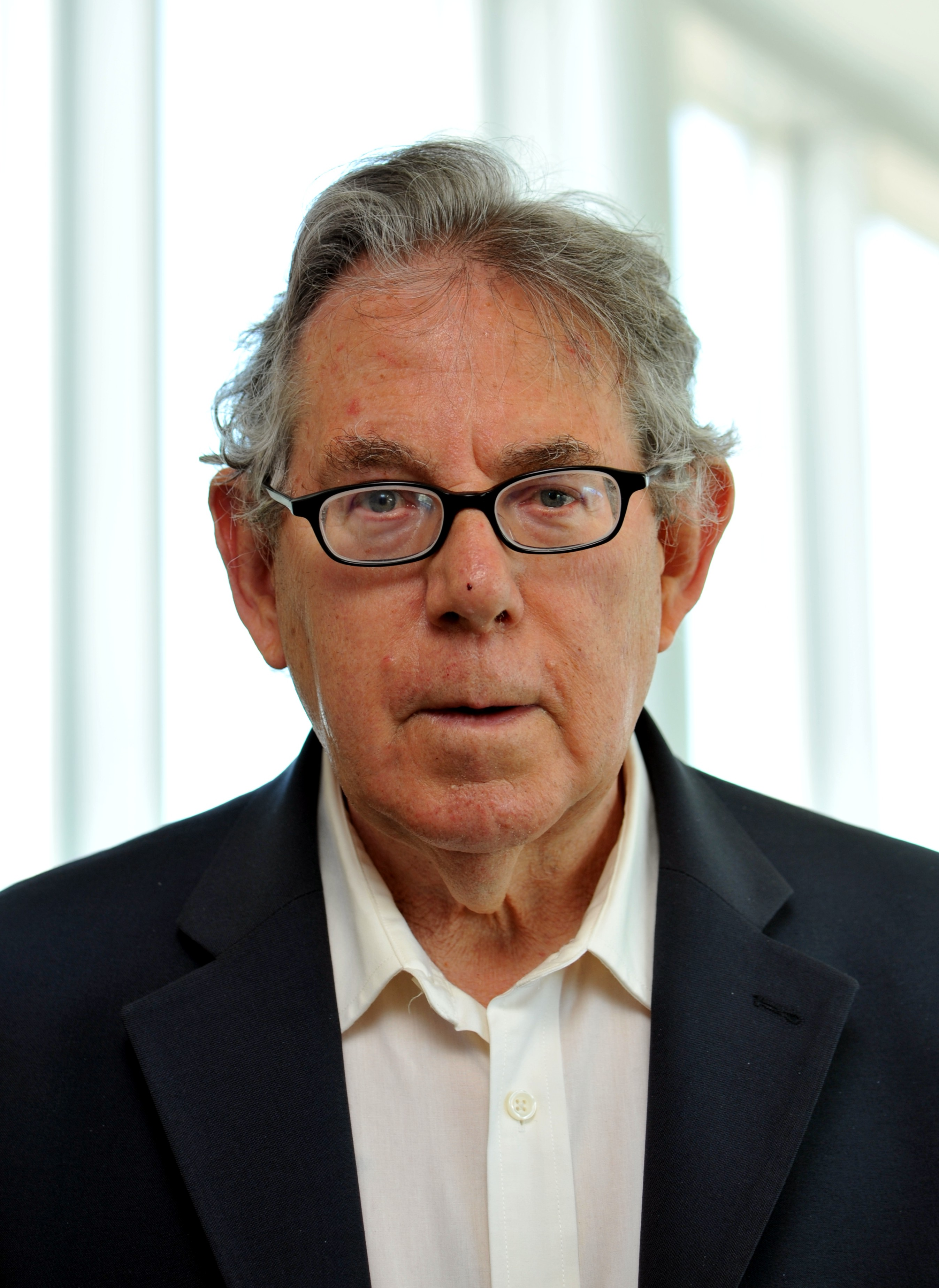
Paul Crutzen, coniatore del termine "Antropocene"

Alcuni indizi frammentari (fossili, isotopi di carbonio, strati di roccia sedimentaria) permettono di ricostruire l'estinzione di massa del periodo Ordoviciano causata, secondo le teorie più accreditate, da una glaciazione. Per gran parte dell'Ordoviciano prevalse il cosiddetto clima serra: i livelli di anidride carbonica (CO₂) nell'aria erano molto alti, e lo erano anche la temperatura dell'aria e il livello del mare. Alla fine del periodo Ordoviciano, tuttavia, i livelli di CO₂ diminuirono, si ebbero imponenti glaciazioni per cui il livello marino si abbassò, la composizione chimica degli oceani mutò e si ebbe l'estinzione di molte specie marine fra cui i graptoliti. Una teoria prevede che la glaciazione sia stata causata dai primi muschi che colonizzarono la terraferma e che sottrassero CO₂ all'aria. Anche l'estinzione della fine del Permiano sembra essere stata anch’essa innescata da un cambiamento climatico, sebbene di segno opposto (aumento dei livelli di CO₂, aumento della temperatura atmosferica e marina, acqua dell'oceano più acida e povera di ossigeno, ecc.). L'attività umana ha trasformato da un terzo a metà della superficie terrestre: arginato o deviato la maggior parte dei principali fiumi, prodotto azoto in quantità superiore di quanto può essere fissato in natura da tutti gli ecosistemi terrestri, rimosso più di un terzo dei pesci dalle acque oceaniche costiere, utilizzato più della metà dell'acqua dolce, cambiato la composizione dell'atmosfera attraverso la deforestazione e l'utilizzo di combustibili fossili. Le attività umane svolte finora lasceranno quasi certamente una traccia stratigrafica globale leggibile per milioni di anni, e ciò giustifica la proposta di riconoscere l'Antropocene come epoca geologica.

### Capitolo 6: Il mare intorno a noi,Patella coerulea

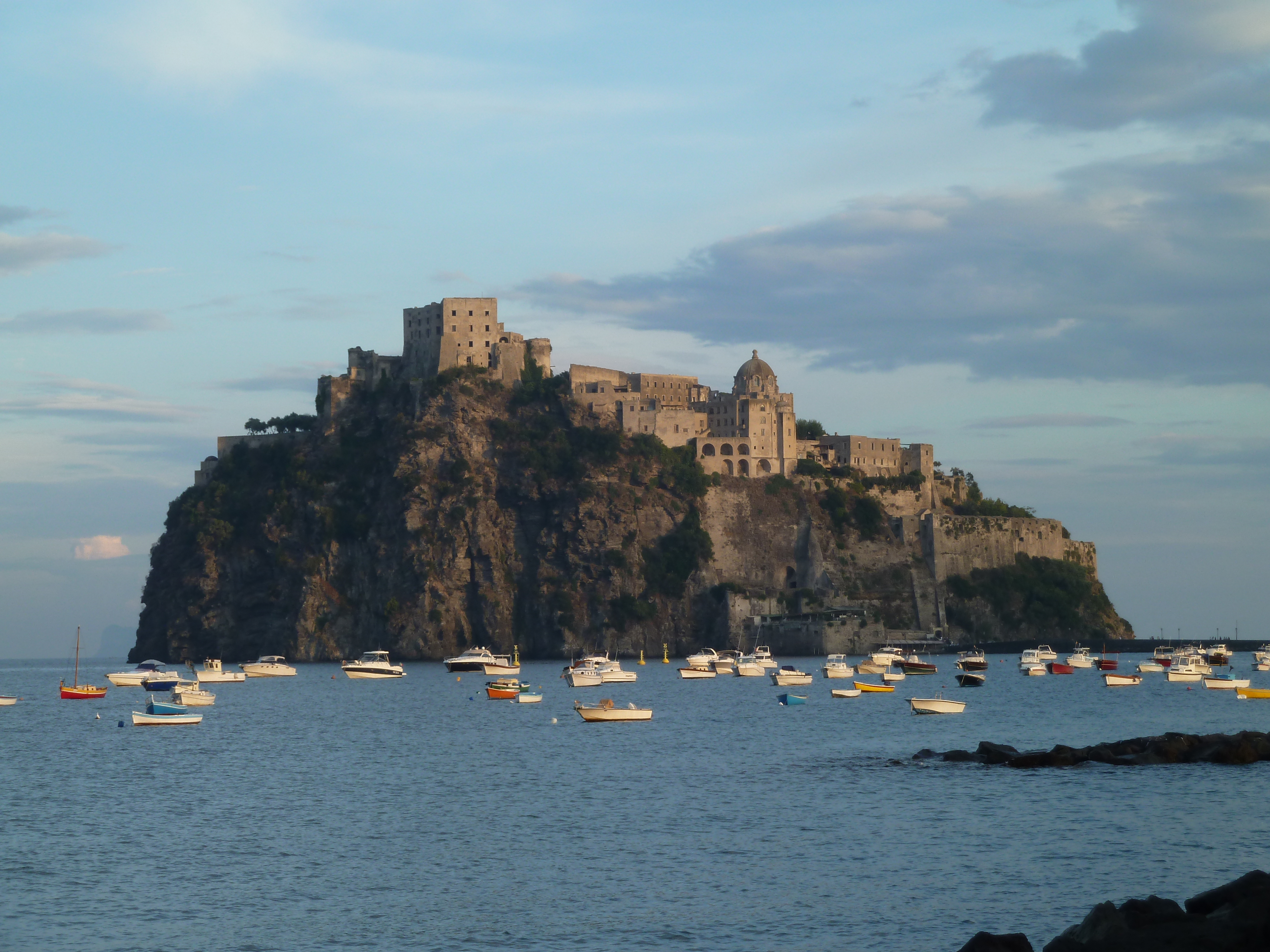
Castello Aragonese (Ischia)

Il geosito marino del Castello Aragonese dell'isola d'Ischia, è un duomo vulcanico le cui coste, per la presenza di una faglia, sono interessate da intense emissioni di anidride carbonica (CO₂) dai camini sottomarini, una cui caratteristica è quella di dissolversi in acqua per formare un acido. I gas atmosferici sono assorbiti dai mari e l'eccesso di CO₂ determina un abbassamento del pH della superficie delle acque marine. Dall'inizio della rivoluzione industriale, attraverso l'uso di combustibili fossili o la deforestazione, i livelli di CO₂ nell'atmosfera sono aumentati a un ritmo allarmante. L'attuale concentrazione di CO₂ «è superiore a quella registrata in qualunque altro momento negli ultimi ottocentomila anni». Per l'eccesso di CO₂ il pH della superficie oceanica è precipitato a un valore medio di 8,1 (il 30% superiore al valore del 1800) e precipiteranno al punto di non ritorno 7,8 (acidità 150 volte il valore all'inizio della rivoluzione industriale) prima della fine del XXI secolo. Nel mare circostante il Castello Aragonese di Ischia all'abbassamento del pH si studia l'effetto localizzato dell'estrema acidificazione dei mari che causa un drastico declino delle forme di vita, soprattutto degli organismi calcificanti (echinodermi, molluschi, cirripedi, ecc.). L'acidificazione degli oceani ha giocato un ruolo in almeno due delle cinque grandi estinzioni di massa (alla fine del Permiano e alla fine del Triassico) e probabilmente è stato un fattore determinante anche dell'estinzione della fine del Cretaceo.

### Capitolo 7: Calarsi un acido,Acropora millepora

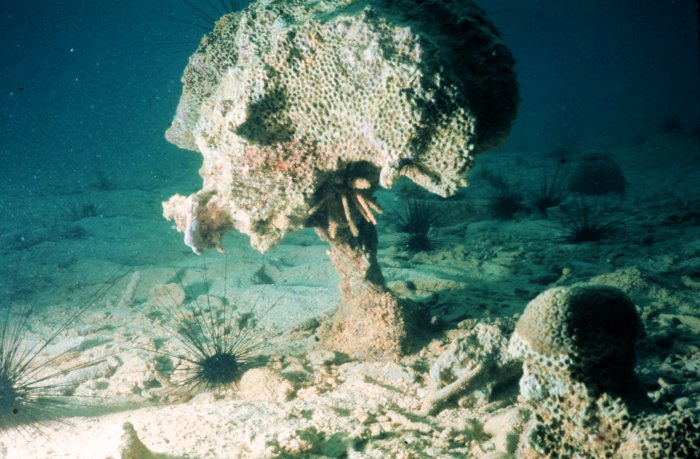
Erosione della barriera corallina

Le barriere coralline sono spesso paragonate alle foreste pluviali in termini di varietà delle forme di vita. Le barriere infatti sostengono migliaia, se non milioni, di specie fornendo loro cibo e protezione; quindi, molte specie si sono co-evolute con i coralli. Attualmente, tuttavia, le barriere coralline sono in pericolo: sono diminuite del 51% in un quarto di secolo, e si ritiene molto probabile che i coralli si estinguano entro la fine del XXI secolo per poi disgregarsi. Le cause sono numerose: l'acidificazione degli oceani, l'eccessiva attività della pesca, gli scarichi industriali agricoli, la deforestazione, la pesca con la dinamite, gli agenti patogeni ("white band disease"), il cambiamento climatico (innalzamento delle temperature oceaniche). Uno studio compiuto su più di 800 specie diverse di coralli impegnati nella costruzione di barriere, pubblicato sulla prestigiosa rivista Science nel 2008 annotava che la proporzione di specie di corallo catalogate come "minacciate" supera quella di molti gruppi di animali terrestri, anfibi esclusi.

### Capitolo 8: La foresta e gli alberi,Alzatea verticillata

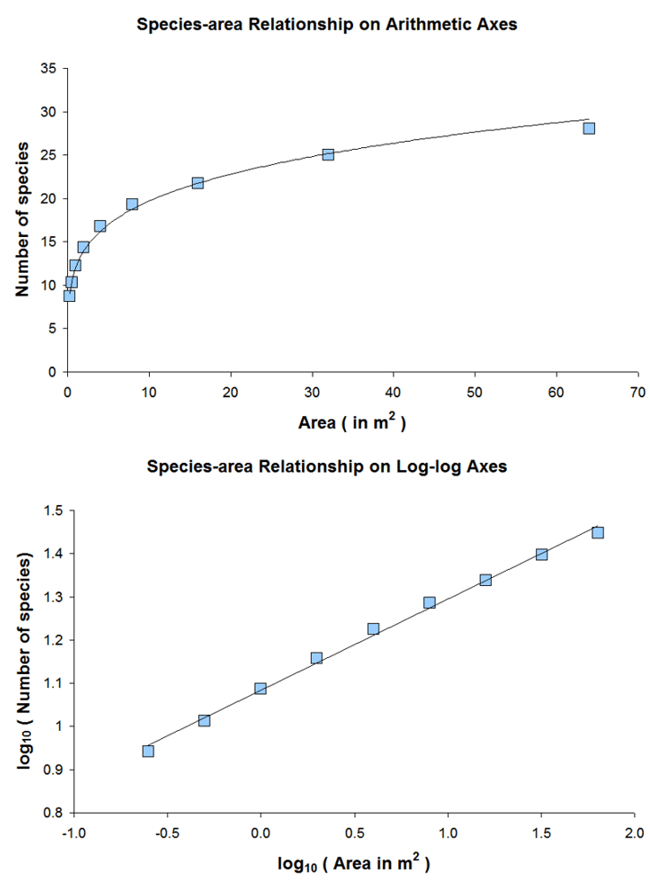
La relazione specie-area per un habitat contiguo

Il riscaldamento globale è inteso di solito come una minaccia per le specie amanti dei climi freddi: con l'aumento delle temperature, i ghiacci perenni del Mar Glaciale Artico fra pochi decenni si scioglieranno, e qualunque animale la cui sopravvivenza dipenda dai ghiacci (per es. foche dagli anelli, orsi bianchi) al momento dello scioglimento si troverà in gravi difficoltà, fino al rischio dell'estinzione. Elizabeth Kolbert sottolinea però che i poli non saranno gli unici luoghi colpiti dal riscaldamento globale, il cui impatto sarà altrettanto pesante, o ancora più pesante, nei paesi tropicali, dove al momento vive la maggior parte delle specie. Come regola generale, la varietà delle forme di vita è più povera ai poli e più ricca alle basse latitudini. Questo modello, definito "Gradiente latitudinale di diversità" (Latitudinal Diversity Gradient, LDG) venne individuato già da Alexander von Humboldt e sono state avanzate oltre trenta teorie per spiegarne il perché. Kolbert esamina gli studi degli scienziati che hanno utilizzato la relazione specie-area (Species-Area Relationship, SAR) di Olof Arrhenius per stimare i possibili effetti del riscaldamento globale. Nel 2004 Chris Thomas dell'Università di York calcolò che il riscaldamento globale avrebbe condotto all'estinzione entro il 2050 il 24% di tutte le specie. In passato le specie sono sopravvissute a molti cambiamenti climatici soprattutto perché sono migrate in nuove aree. Per la sua magnitudo, il cambiamento delle temperature previsto nel secolo è grossomodo identico alle oscillazioni termiche verificatesi durante le ere glaciali; quel che è differente è invece la rapidità con cui si sta verificando il cambiamento, almeno dieci volte maggiore di quella registrata alla fine delle precedenti glaciazioni. Per stare al passo gli organismi dovrebbero migrare, o adattarsi, a una velocità dieci volte maggiore; il che non sarà possibile per tutte le specie, soprattutto per quelle vegetali.

### Capitolo 9: Isole sulla terraferma,Eciton burchellii

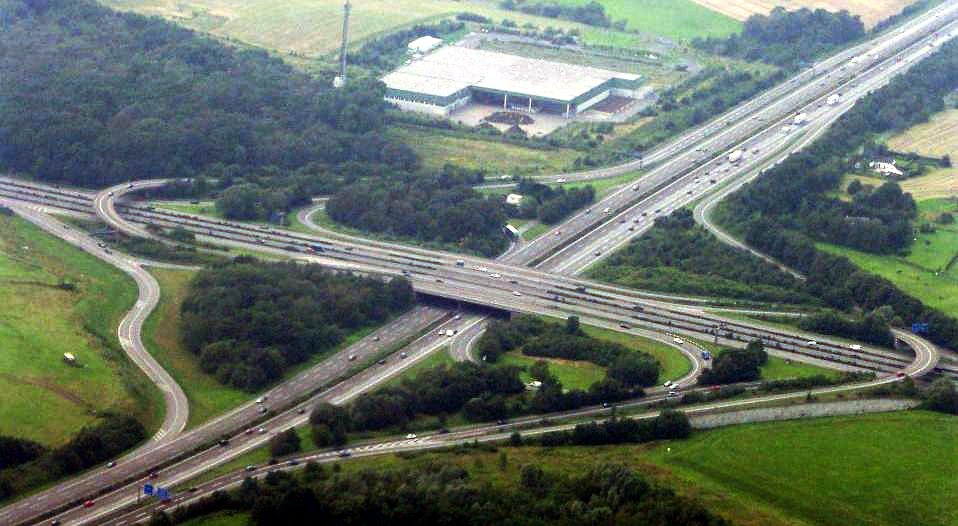
Un'autostrada, infrastruttura responsabile di frammentazione ambientale

Le isole tendono a essere povere in termini di specie: perfino nelle isole continentali, originate dall’oscillazione dei livelli del mare, si riscontrato con continuità una minore diversità biologica rispetto ai continenti a cui un tempo appartenevano, sia per mancanza di un habitat idoneo, sia perché le piccole aree danno asilo a piccole popolazioni, più vulnerabili agli imprevisti. L'estinzione locale si verifica di continuo, la ricolonizzazione è molto difficile e in alcuni casi di fatto impossibile. Lo stesso vale per frammenti di habitat di ogni tipo, come riscontrano i ricercatori del BDFFP (acronimo di Biological Dynamics of Forest Fragments Project, Progetto sulla Dinamica Biologica dei Frammenti Forestali), l'esperimento portato avanti in Amazzonia dal 1979 per valutare gli effetti della frammentazione della foresta pluviale. Secondo Thomas Lovejoy, le attività umane generano ovunque continuamente barriere (strade, aree deforestate, città), ostacoli alla diffusione della biodiversità, per esempio impedendo agli esseri viventi di migrare, i cui effetti potrebbero costituire «una delle più gravi crisi biotiche di tutti i tempi»

### Capitolo 10: La nuova Pangea,Myotis lucifugus

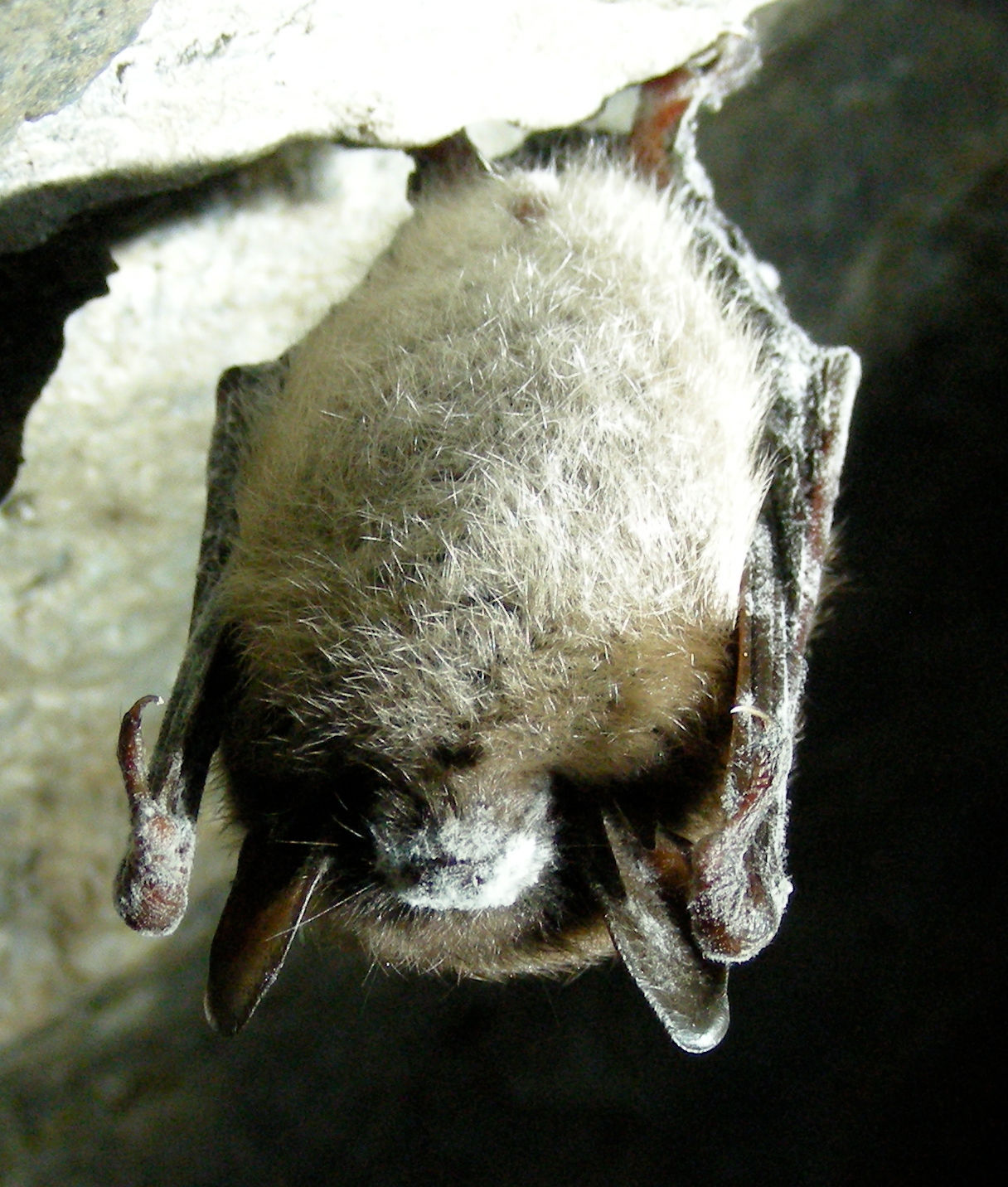
vespertilio bruno affetto dall'infezione fungina "Sindrome del naso bianco"

L'esistenza della corsa agli armamenti evolutiva permette a ogni specie di attrezzarsi per difendersi dai potenziali predatori. Una specie spesso non ha difese quando incontra un nuovo microrganismo patogeno, e le conseguenze possono essere letali come dimostrano i casi dei pipistrelli americani uccisi dal fungo psicrofilo Pseudogymnoascus destructans importato accidentalmente probabilmente dall'Europa o il castagno americano pressoché estinto ai primi del '900 a causa del fungo Cryphonectria parasitica, introdotto accidentalmente negli Stati Uniti attraverso castagni asiatici importati. Senza l’intervento umano, gli spostamenti di lungo raggio risultano difficili, se non del tutto impossibili, per la maggior parte delle specie. Se barriere come le autostrade creano isole in precedenza assenti, il commercio globale e la possibilità di viaggiare generano l’effetto opposto: privano anche la più remota delle isole del suo isolamento e di fatto riassemblano il pianeta in un unico e uniforme supercontinente a livello biologico, da alcuni autori battezzato  Nuova Pangea.

### Capitolo 11: Il rinoceronte e l'ecografia,Dicerorhinus sumatrensis

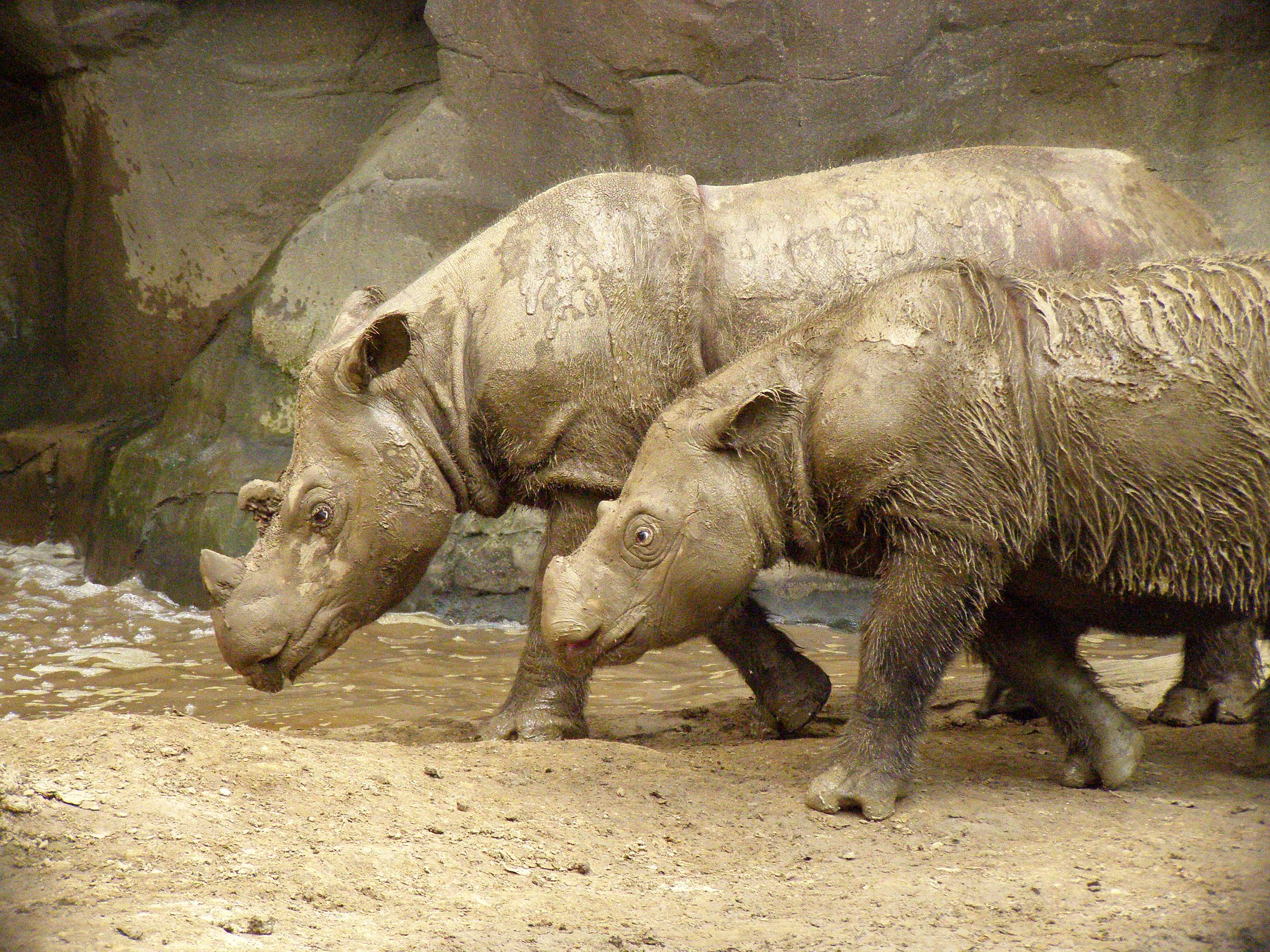
Emi e Harapan, i rinoceronti di Sumatra dello zoo di Cincinnati

Il rinoceronte di Sumatra nel XIX secolo era così comune da essere considerato un flagello per l'agricoltura. Quando le foreste del Sud-est asiatico vennero abbattute, l'habitat dell'animale rinoceronte si ridusse e divenne frammentario tanto che negli anni ottanta del Novecento la popolazione si era ridotta a poche centinaia di esemplari. Il rinoceronte sembrava destinato inesorabilmente all'estinzione tanto che nel 1984 si mise a punto una strategia per salvarlo che prevedeva, tra le altre cose, l’istituzione di un programma di riproduzione in cattività. Furono catturati 40 rinoceronti, 7 dei quali furono inviati in giardini zoologici statunitensi. Ma il programma di allevamento in cattività fu un fallimento. La maggior parte degli animali morì in poco tempo senza che nessuno dei sopravvissuti avesse generato prole. Si comprese infine che il rinoceronte femmina è un «ovulatore indotto»: procede all'ovulazione solo se percepisce la presenza di un maschio nelle vicinanze. Negli ultimi trent'anni sono nati solo tre rinoceronti, tutti nello zoo di Cincinnati. Sono a rischio di estinzione molti altri megaerbivori, quali elefanti e ippopotami, mammiferi così grandi che nessun altro animale oserebbe attaccarli, come pure orsi e grandi felini, animali privi di predatori, come d'altronde in passato si è estinta la megafauna del Pleistocene. Vi sono ipotesi che ritengono sia l'uomo causa delle estinzioni avvalorate dal fatto che siano avvenute in concomitanza con l'arrivo dei cacciatori. Gli animali di grandi dimensioni si riproducono molto lentamente e hanno bisogno di grandi aree geografiche. Simulazioni al computer hanno mostrato che una popolazione umana di cacciatori anche molto ridotta — un centinaio circa di individui — è sufficiente, nel giro di uno o due millenni, a causare tutte le estinzioni di grosse prede registrate nella storia.

### Capitolo 12: Il gene della follia,Homo neanderthalensis

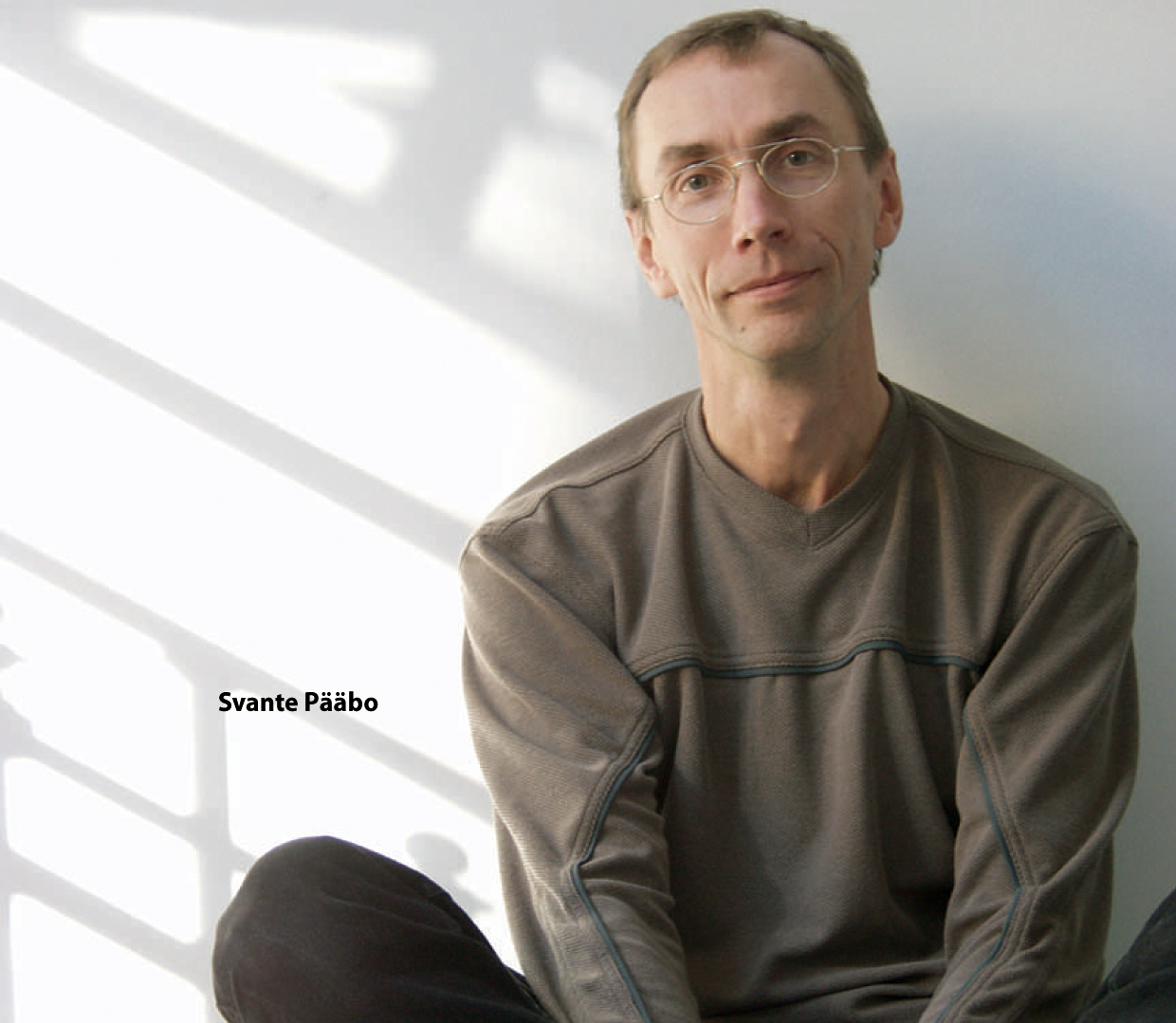
Svante Pääbo

Un viaggio in Germania dalla Valle di Neander, dove nel 1856 vennero scoperte i resti fossili dell'Uomo di Neanderthal, al Max-Planck-Institut per l'Antropologia Evoluzionistica di Lipsia, dove Svante Pääbo sta sequenziando il DNA dei Neanderthaliani, permette all'autrice di ricostruire la storia dei giudizi espressi sull'ominino vissuto a lungo assieme all'Homo sapiens, le affinità culturali e genetiche fra l'Homo sapiens e gli ominidi in generale, e infine fare ipotesi sull'enigma costituito dal periodo di tempo relativamente breve nel quale l'Uomo di Neanderthal si estinse. Il titolo del capitolo fa riferimento a un'opinione di Svante Pääbo basata sul fatto che « dei vari ominini, solo l'Homo sapiens si è avventurato negli oceani: È soltanto l’uomo moderno a essersi avventurato nell’oceano, laddove non si vedono terre emerse. In parte, ovviamente, questo è dovuto alla tecnologia: è necessario avere delle barche per affrontare il mare. Ma c’è anche, o almeno mi piace pensarlo, una forma di follia in tutto questo. e mi piacerebbe scoprire questo gene della follia».

### Capitolo 13: La speranza è un essere piumato,Homo sapiens

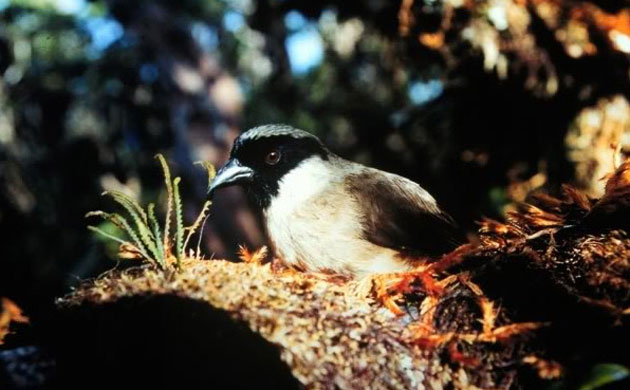
Po'ouli

Elizabeth Kolbert conclude descrivendo gli sforzi di singoli ricercatori dello Zoo di San Diego per preservare specie estinte in natura, ad esempio il corvo delle Hawaii o ʻalalā, o conservare provette col genoma del po'ouli e di altri animali in una specie di banca dei semi animali, crioconservati in azoto liquido alla temperatura di -160 °C. Sebbene la maggior parte dei capitoli del libro sono dedicati all'estinzione di organismi individuali, l'intento dell'autrice era quello di delineare un evento di estinzione probabilmente in atto e collocarlo nel più ampio contesto della storia della vita sul pianeta. La storia rivela che la vita è dotata di una resilienza estrema, ma non infinita. Pur essendosi liberati dai vincoli evolutivi, gli uomini rimangono in una posizione di dipendenza dai sistemi biologici e geologici del pianeta, per cui sbilanciando questi sistemi si sta mettendo in pericolo la stessa sopravvivenza umana. Una possibile soluzione sembra essere quella di provare a intravedere il futuro, individuare i pericoli per tentare di scongiurarli: l'essere umano può essere distruttivo e miope, ma può anche agire in modo lungimirante e altruista.

## Edizioni
- (EN) The sixth extinction : an unnatural history, New York, Holt, 2014, ISBN 978-08-050-9299-8.
- La sesta estinzione : una storia innaturale, traduzione di Cristiano Peddis, 1ª ed., Vicenza, Neri Pozza Editore, 2014, ISBN 978-88-545-0860-6.
- La sesta estinzione : una storia innaturale, traduzione di Cristiano Peddis e Raffaella Vitangeli, Nuova ed. ampliata, Vicenza, Neri Pozza Editore, 2024, ISBN 978-88-545-2913-7.

## Premi e riconoscimenti
- 2014 National Book Critics Circle Award (General Nonfiction), finalista[37]
- 2014 Library Journal Top Ten Book[38]
- 2014 Los Angeles Times Book Prize for Science and Technology[39]
- 2015 Massachusetts Book Award, Nonfiction[40]
- 2015 Medaglia Andrew Carnegie per l'eccellenza nella narrativa e nella saggistica[41], finalista
- 2015 Premio Pulitzer per la saggistica[42]